# Alta Extremadura
La Alta Extremadura es el territorio de dicha región histórica y comunidad autónoma española caracterizado por ser montañoso y estar situado a mayor altitud que la Baja Extremadura. Se trata de una denominación no oficial que nunca ha tenido efectos jurisdiccionales. Sin embargo es frecuente su uso en registros artísticos, cultos y humanísticos. 
La Alta Extremadura está compuesta por los territorios del Valle del Jerte, Valle del Alagón, Las Hurdes, La Vera, Sierra de Gata y Monfragüe, entre otros lugares. 